# Beta Pictoris c
Beta Pictoris c è il secondo pianeta extrasolare scoperto in orbita attorno alla giovane stella bianca di sequenza principale Beta Pictoris, situata nella costellazione del Pittore, a 63 anni luce di distanza dal sistema solare.

## Scoperta
Già ai tempi delle osservazioni dei dischi di detriti e del primo pianeta scoperto, si sospettava che la stella potesse avere altri pianeti al seguito, a causa di alcuni spazi sgombri di materiale tra le diverse cinture asteroidali che orbitano attorno alla stella, indice di corpi massicci che avevano "pulito" il loro percorso orbitale. Le analisi compiute sui dati raccolti in oltre 10 anni dallo spettrografo HARPS sulla velocità radiale della stella hanno portato alla scoperta del secondo pianeta, annunciata nell'agosto 2019.

## Caratteristiche
Il pianeta si trova più internamente rispetto a b, a circa 2,7 UA dalla stella. Ruota attorno a β Pictoris in circa 1200 giorni (3,3 anni) su un'orbita altamente eccentrica (e=0,21), e la sua massa stimata, di 8,9 MJ, lo colloca nella categoria dei pianeti supergioviani, come Beta Pictoris b.
Uno studio del 2020 di Mathias Nowak, dell'Università di Cambridge, attraverso lo spettrografo GRAVITY del Very Large Telescope, ha mostrato l'immagine del pianeta, precedentemente scoperto con il metodo della velocità radiale, che aveva consentito di determinarne la massa. Con l'osservazione diretta si è potuto osservare la luminosità intrinseca del pianeta, che risulta molto inferiore a quella di Beta Pictoris b, nonostante la sua massa non sia troppo dissimile. 
Non è totalmente chiaro come si formano i pianeti giganti gassosi nel nube di gas e polveri originaria; esistono due modelli teorici di formazione planetaria per i giganti gassosi, come sono ad esempio Giove e Saturno: il modello dell'instabilità del disco prevede la formazione di giganti gassosi attraverso la frammentazione di dischi protoplanetari massicci, direttamente dalla nube di gas e polveri della stella in formazione; l'altro modello, quello dell'accrescimento del nucleo, prevede invece che nuclei relativamente poco massicci ma solidi accrescano lentamente la loro massa prima di materiale solido, e successivamente catturino grandi quantità del gas residuo del disco protoplanetario, che va a costituire le loro spesse atmosfere. Il metodo dell'instabilità del disco porta alla formazione di pianeti più caldi e brillanti, e se c'è sufficiente gas residuo, potrebbero formarsi anche nane brune, tuttavia Beta Pictoris non appare sufficientemente luminoso per essersi formato in quel modo. D'altro canto, pare però troppo caldo anche per essersi formato col classico metodo dell'accrescimento del nucleo, per cui gli astronomi hanno suggerito che una formazione per "accrescimento caldo del nucleo" (hot core accretion in inglese) sia l'ipotesi più probabile.